# Naft Al-Wasat SC (futsal)
Naft Al-Wasat – iracki klub futsalowy z siedzibą w mieście Bagdad, obecnie występuje w najwyższej klasie rozgrywkowej Iraku. Jest sekcją futsalu w klubie sportowym Naft Al-Wasat SC.

## Sukcesy
- finalista Klubowych Mistrzostw AFC w futsalu (1): 2016
- Mistrzostwo Iraku (2): 2016/17, 2017/18